# Matrice de Pascal
Pour les articles homonymes, voir Pascal.
En mathématiques, plus particulièrement en algèbre linéaire et en combinatoire, les matrices de Pascal sont des matrices faisant intervenir le triangle de Pascal sous diverses formes.

## Définitions

### Matrices de Pascal triangulaires
La matrice de Pascal triangulaire supérieure {\displaystyle T} est la matrice infinie à coefficients entiers indexée sur {\displaystyle \mathbb {N} ^{2}} définie par {\displaystyle T(i,j)={\binom {j}{i}}=C_{j}^{i}} , avec la convention {\displaystyle {\binom {j}{i}}=0} si {\displaystyle i>j}.
Tronquée à l'ordre {\displaystyle n} on obtient une matrice {\displaystyle T_{n}} à {\displaystyle n+1} lignes et {\displaystyle n+1} colonnes ; par exemple :
{\displaystyle T_{4}={\begin{pmatrix}1&1&1&1&1\\0&1&2&3&4\\0&0&1&3&6\\0&0&0&1&4\\0&0&0&0&1\end{pmatrix}}}.
La transposée {\displaystyle U} de la matrice {\displaystyle T} est la matrice de Pascal triangulaire inférieure définie par {\displaystyle U(i,j)={\binom {i}{j}}} . Elle présente la forme habituelle du triangle de Pascal. Par exemple :
{\displaystyle U_{4}={\begin{pmatrix}1&0&0&0&0\\1&1&0&0&0\\1&2&1&0&0\\1&3&3&1&0\\1&4&6&4&1\end{pmatrix}}}.

### Matrice de Pascal symétrique
Le produit {\displaystyle UT} donne une matrice symétrique {\displaystyle S} définie par {\displaystyle S(i,j)={\binom {i+j}{i}}}. Elle présente le triangle de Pascal habituel tourné de 45° ; par exemple
{\displaystyle S_{4}={\begin{pmatrix}1&1&1&1&1\\1&2&3&4&5\\1&3&6&10&15\\1&4&10&20&35\\1&5&15&35&70\end{pmatrix}}.}
Ceci vient de la formule de convolution pour les coefficients binomiaux, en effet :
{\displaystyle S(i,j)=\sum _{k}U(i,k)T(k,j)=\sum _{k}{\binom {i}{k}}{\binom {j}{k}}=\sum _{k}{\binom {i}{i-k}}{\binom {j}{k}}={\binom {i+j}{i}}}.

## Interprétation comme matrice d'un endomorphisme polynomial
La matrice {\displaystyle T} est la matrice relative à la base canonique {\displaystyle (1,X,X^{2},...)} de l'endomorphisme {\displaystyle \varphi } de {\displaystyle \mathbb {R} [X]} qui au polynôme {\displaystyle P(X)} associe {\displaystyle P(X+1)}.
Ceci vient de la formule du binôme. En effet
{\displaystyle (X+1)^{j}=\sum _{i}{\binom {j}{i}}X^{i}=\sum _{i}T(i,j)X^{i}}.

## Calcul de la matrice de Pascal triangulaire comme exponentielle de la matrice de la dérivation
La formule de Taylor appliquée aux polynômes permet d'écrire {\displaystyle P(X+1)=\sum _{k}{\frac {P^{(k)}(X)}{k!}}}; on peut donc écrire l'endomorphisme {\displaystyle \varphi } sous la forme {\displaystyle \varphi =\sum _{k}{\frac {\delta ^{k}}{k!}}} où {\displaystyle \delta } est l'endomorphisme de dérivation. Si on appelle {\displaystyle D} la matrice canonique de {\displaystyle \delta }, on obtient {\displaystyle T=\sum _{k}{\frac {D^{k}}{k!}}} qui n'est autre que l'exponentielle de la matrice {\displaystyle D}.
Cette matrice {\displaystyle D}, définie par {\displaystyle D(i,j)=j} si {\displaystyle i=j-1}, {\displaystyle D(i,j)=0} sinon, est la matrice triangulaire supérieure stricte dont la sur-diagonale contient {\displaystyle 1,2,3,...}.
Sa transposée est la matrice triangulaire inférieure stricte dont la sous-diagonale contient {\displaystyle 1,2,3,...}.
En passant aux matrices tronquées, on obtient {\displaystyle \exp(D_{n})=T_{n}}  et {\displaystyle \exp((D_{n})^{t})=U_{n}}.
Par exemple pour {\displaystyle n=4}, on obtient :
{\displaystyle (D_{4})^{t}={\begin{pmatrix}0&0&0&0&0\\1&0&0&0&0\\0&2&0&0&0\\0&0&3&0&0\\0&0&0&4&0\end{pmatrix}}}
donc
{\displaystyle U_{4}={\begin{pmatrix}1&0&0&0&0\\1&1&0&0&0\\1&2&1&0&0\\1&3&3&1&0\\1&4&6&4&1\end{pmatrix}}=\exp {\begin{pmatrix}0&0&0&0&0\\1&0&0&0&0\\0&2&0&0&0\\0&0&3&0&0\\0&0&0&4&0\end{pmatrix}}}.

## Propriétés

### Puissances entières des matrices de Pascal triangulaires
Comme {\displaystyle \varphi (P(X))=P(X+1)}, on a {\displaystyle \varphi ^{m}(P(X))=P(X+m)} pour tout entier {\displaystyle m}. On en déduit directement {\displaystyle T^{m}(i,j)=m^{j-i}T(i,j)} et {\displaystyle U^{m}(i,j)=m^{i-j}U(i,j)}.
Par exemple :
{\displaystyle {\begin{pmatrix}1&1&1&1&1\\0&1&2&3&4\\0&0&1&3&6\\0&0&0&1&4\\0&0&0&0&1\end{pmatrix}}^{m}={\begin{pmatrix}1&m&m^{2}&m^{3}&m^{4}\\0&1&2m&3m^{2}&4m^{3}\\0&0&1&3m&6m^{2}\\0&0&0&1&4m\\0&0&0&0&1\end{pmatrix}}}.

### Inverses des matrices de Pascal
Les trois matrices {\displaystyle T,U,S} ont pour inverses des matrices où les coefficients de la matrice de départ ont été changés de signe "en damier".
Plus précisément {\displaystyle T^{-1}(i,j)=(-1)^{i+j}T(i,j)} et de même pour {\displaystyle U,S}.
Par exemple :
{\displaystyle {\begin{pmatrix}1&1&1&1&1\\1&2&3&4&5\\1&3&6&10&15\\1&4&10&20&35\\1&5&15&35&70\end{pmatrix}}^{-1}={\begin{pmatrix}1&-1&1&-1&1\\-1&2&-3&4&-5\\1&-3&6&-10&15\\-1&4&-10&20&-35\\1&-5&15&-35&70\end{pmatrix}}.}

### Déterminant des matrices de Pascal finies
Les deux matrices triangulaires {\displaystyle T_{n},U_{n}} sont évidemment de déterminant 1, et comme {\displaystyle S_{n}=U_{n}T_{n}}, la matrice {\displaystyle S_{n}} est aussi de déterminant 1.
Par exemple, {\displaystyle {\begin{vmatrix}1&1&1&1&1\\1&2&3&4&5\\1&3&6&10&15\\1&4&10&20&35\\1&5&15&35&70\end{vmatrix}}=1}

## Référence
1. 1 2  (en) Alan Edelman et Gilbert Strang, « Pascal's matrices », American Mathematical Monthly, vol. 111, no 3,‎ 2004, p. 361-385 (DOI 10.2307/4145127, lire en ligne).